# Mechnice (województwo wielkopolskie)
Mechnice – wieś w Polsce położona w województwie wielkopolskim, w powiecie kępińskim, w gminie Kępno.
Położone przy drodze Mikorzyn-Torzeniec, ok. 8 km na północny wschód od Kępna.
W latach 1975–1998 miejscowość administracyjnie należała do województwa kaliskiego.